# Andreas Simon
Andreas Simon (* 30. Januar 1984 in Minden) ist ein ehemaliger deutscher Handballspieler.
Der 1,82 m große und 86 kg schwere Rechtshänder begann bei GWD Minden mit dem Handballspiel. Mit den Grün-Weißen debütierte der linke Außenspieler auch 2003 in der Handball-Bundesliga. Nach sechs Jahren in der ersten Liga wechselte er 2009 zum ASV Hamm in die 2. Handball-Bundesliga, wo er auch als Rückraumspieler eingesetzt wurde. 2010 gelang ihm der Aufstieg ins Oberhaus, wo er fortan für die neugegründete Spielgemeinschaft mit der Ahlener SG, die HSG Ahlen-Hamm auflief. Nachdem er mit der HSG 2011 sofort wieder abstieg und die Spielgemeinschaft aufgelöst wurde, läuft er seitdem wieder in der zweiten Liga für den ASV Hamm-Westfalen auf, bei dem er auch Kapitän war. 2014 verließ er den ASV nach einer starken Saison mit 185 Toren. Am 8. August 2014 erhielt der Linksaußen ein Gastspielrecht bei dem 2013/14 in die 2. Bundesliga aufgestiegenen TSV Bayer Dormagen. Nach wenigen Tagen in Dormagen, verpflichtete sich der gebürtige Mindener am 14. August 2014 beim Zweitligaaufsteiger. Dort bekam er allerdings nicht die Spielanteile, die er sich erhofft hat. Deswegen wechselte er noch vor dem Ende der Hinrunde zum Ligakonkurrenten Eintracht Hildesheim. Nach der Saison 2017/18 beendete er vorläufig seine Karriere. Im April 2019 schloss sich Andreas Simon dem Bayernligisten HT München an.
In der 1. Bundesliga erzielte Simon 454 Tore in 206 Spielen. Für die Deutsche Junioren-Nationalmannschaft bestritt Andreas Simon 34 Länderspiele und wurde 2004 Junioren-Europameister.